# E653
La ruta europea E653 és una carretera que forma part de la Xarxa de carreteres europees. Comença a Letenye (Hongria) i finalitza a Maribor (Eslovènia). Té una longitud de 110 km. Té una orientació d'est a oest.